# Aristidis Moraitinis
Aristidis Moraitinis (Smirne, 1806 – Atene, 1875) è stato un politico greco.
Fu Primo ministro della Grecia dal 21 febbraio al 24 febbraio 1863 e dal 1º gennaio al 6 febbraio 1868.

## Biografia
Aristidis Moraitinis nacque nel 1806 a Smirne, in Turchia, la città turca con la più grande minoranza greca dell'Asia minore, da una agiata famiglia di origine greca. Da giovane fu mandato in Francia per studiare legge all'Università di Parigi, ma ritornò in Grecia durante la monarchia di re Ottone I di Grecia (1833 - 1862), divenendo un fervido membro del partito filo - russo, il più conservatore dei tre maggiori partiti politici greci (gli altri erano quelli francofilo e anglofilo). Quando poi, il 10 ottobre 1862 scoppiò il colpo di Stato che depose re Ottone, che portò ad un governo di transizione che gestisse le elezioni per l'Assemblea costituente, offrendo la corona della Grecia al principe danese Guglielmo di Schleswig-Holstein-Sonderburg-Glücksburg. Moraitinis fu scelto come presidente dell'Assemblea e il 21 febbraio 1863, dopo le dimissioni del capo di governo Dimitrios Voulgaris, accusato di dispotismo, assunse personalmente la guida del Paese per pochi giorni, finché il 24 febbraio fu scelto, proprio dai costituendi, un nuovo gabinetto transitorio con a capo Zinovios Valvis, durato fino al 6 aprile successivo. Alla fine il nuovo sovrano giunse nella sua nuova patria nell'ottobre 1863, assumendo la corona con il nome di Giorgio I di Grecia, mentre l'Assemblea costituente si sciolse, dopo aver formulato la nuova Costituzione, promulgata il 28 aprile 1864: il nuovo monarca giurò su di essa invece solo il 28 novembre successivo. poco tempo dopo, Moraitinis guidò un altro esecutivo di transizione, durato dal 1º gennaio al 6 febbraio 1868, in un quadro di grave instabilità politica, per consentire di tenere le nuove elezioni politiche, da cui uscì un governo guidato da Dimitrios Voulgaris. Ritiratosi dalla scena pubblica, l'ex - premier morì ad Atene nel 1875.